# Konradin Ferrari d’Occhieppo
Konradin Ferrari d’Occhieppo (als Konradin Konstantin Hubert Marquard Eugen Josef Maria Georg Graf Ferrari d’Occhieppo * 9. Dezember 1907 in Leibnitz, Steiermark; † 18. März 2007 in Ehenbichl, Tirol) war ein österreichischer Astronom und in der Öffentlichkeit vor allem durch seine Publikationen zum „Stern der Weisen“ (oder „Stern von Betlehem“) bekannt.

## Leben
Konradin Ferrari d’Occhieppo wurde am 9. Dezember 1907 als ältester Sohn des in der Steirischen Landesregierung (k.k. Statthalterei) tätigen Juristen Marquard Ludwig Moriz Maria Joseph Georg Graf Ferrari d’Occhieppo und Chiavazza zu Taufers und Imst (* 12. August 1879) und dessen Ehefrau Frau Emma Sophie Frieda (geborene von Jagermann; * 28. März 1884) geboren und am 19. Dezember 1907 auf den Namen Konradin Konstantin Hubert Marquard Eugen Josef Maria Georg getauft. Seine Eltern hatten kurz vor seiner Geburt, am 2. November 1907, geheiratet. Die Familie zog allerdings bald zu Verwandten nach Würzburg. Nach dem Ersten Weltkrieg war die Familie verarmt, für Konradin war zunächst eine Schreinerlehre und dann, aufgrund seiner Begabung für alte Sprachen, eine Ausbildung im Buchhandel vorgesehen. Nach dem Tod seines Vaters konnte er dank eines privaten Stipendiums 1925 doch noch das Gymnasium abschließen.
Anschließend studierte er in Bonn und Leipzig bei Josef Hopmann und promovierte 1934 summa cum laude mit einer Dissertation über Die Schwankungen der Verfinsterungsperiode Algols und ihre möglichen Ursachen. Der Promotion folgte eine kurze Zeit als Assistent bei Ernst Zinner an der Remeis-Sternwarte in Bamberg, wo er wegen katholischer Jugendaktivitäten von der NSDAP denunziert wurde und als Österreicher nicht weiter angestellt werden durfte. Eine freie Assistentenstelle führte ihn an die Universitätssternwarte Wien, wo er u. a. für das astronomische Praktikum und die photometrische Überwachung veränderlicher Sterne zuständig war. Auch dort wurde sein Vertrag nicht verlängert, er durfte aber seine Dienstwohnung behalten und beschäftigte sich weiter mit theoretischen Arbeiten. Von 1939 bis 1940 war er Leiter der Wiener Urania-Sternwarte, an der er vorher schon tätig gewesen war. Dann wurde er von der Wehrmacht zum Kriegsdienst eingezogen, den er mit einem Granatsplitter im Bein überlebte. 
1945 kehrte er nach Wien zurück und wurde ein Jahr später Assistent bei Adalbert Prey. 1949 habilitierte er sich mit einer Arbeit zur Himmelsmechanischen Untersuchung der hypothetischen Massen D und E im Algolsystem und wurde fünf Jahre später als außerordentlicher Universitätsprofessor auf den wiedererrichteten Lehrstuhl für theoretische Astronomie berufen, an dem er von 1963 bis 1978 als Ordinarius wirkte. Nach seiner Emeritierung zog Ferrari zunächst nach Innsbruck, anschließend nach Reutte. Er führte seine Forschungsthemen intensiv weiter, vor allem zur astronomischen Chronologie und antiken Astronomie.

## Leistungen
Ferrari veröffentlichte zahlreiche Fachpublikationen insbesondere in den Bereichen der Himmelsmechanik, der Theorie der veränderlichen Sterne, der Stellarstatistik sowie zur Struktur der Milchstraßenarme und erstellte computergestützte Sternentwicklungsmodelle. Besonders am Herzen lag ihm die Astronomiegeschichte, der er sich in Forschung und Lehre widmete. Einer breiteren Öffentlichkeit bekannt wurden seine Forschungen zum Stern von Betlehem, den er als Dreifachkonjunktion von Jupiter und Saturn im Jahr 7 v. Chr. deutete.

## Ehrungen
Ferrari wurde 1962 zum korrespondierenden Mitglied im Inland und 1971 zum wirklichen Mitglied der mathematisch-naturwissenschaftlichen Klasse der Österreichischen Akademie der Wissenschaften gewählt.
Anlässlich seines 90. Geburtstages wurde der Asteroid (7146) Konradin nach ihm benannt.

## Schriften
Ferrari verfasste neben zahlreichen Fachpublikationen zur theoretischen Astronomie auch mehrere Bücher, darunter
- Astronomie, 1950
- Kunde vom Weltall, 1952
- Der Stern der Weisen, 1969
- Der Stern von Bethlehem in astronomischer Sicht. Legende oder Tatsache? 1991 (3. Aufl. Brunnen-Verlag, Giessen 1999, ISBN 3-7655-9803-8).

Das letztgenannte Buch widmete Ferrari (wie er in Fachkreisen genannt wurde) dem Akademiemitglied und Erforscher der antiken Sternenkunde, Otto Neugebauer (1899–1990).
Unter vielen Fachartikeln seien folgende genannt:
- K. Ferrari d’Occhieppo: Zum Wahrheitsgehalt der modernen Kosmogonien. Replik. In: Wissenschaft und Weltbild. Heft 2/1951, S. 56ff.
- K. Ferrari d’Occhieppo: Maximilian Hell und Placidus Fixlmillner, die Begründer der neueren Astronomie in Österreich. Österr. Naturforscher, Ärzte und Techniker, Ges. f. Natur & Technik, Wien 1957.
- K. Ferrari d’Occhieppo, Rolf Krauss, Theodor Schmidt-Kaler: Die Gefilde der altägyptischen Unterwelt: Spiegelbild der Sonnenbahnen im Jahreslauf. In: Zeitschrift für Ägyptische Sprache und Altertumskunde (ZÄS). Band 123, S. 103–110, Universität Leiden 1996.
- Gutachten und Transkription zu Georg von Peuerbach: ...ain geschwantzter Stern, Kodex 4756 ÖNB über den Kometen von 1456. In: Sitzungsberichte Österr. Akademie d. Wiss. Abt. II, Band 169, S. 163ff.

## Einzelbelege
1. 1 2 3 4  Taufbuch Leibnitz, tom. XIX, fol. 167 (Faksimile), abgerufen am 3. Januar 2024
2. ↑  Wilhelm Brüggenthies, Wolfgang R. Dick: Biographischer Index der Astronomie/Biographical Index of Astronomy. Acta Historica Astronomiae, Band 26, Frankfurt am Main 2005. ISBN 3-8171-1769-8. S. 170
3. ↑  Einer seiner Schüler widmete Ferrari – zu dessen 80. Geburtstag – ein umfangreiches Werk: Franz Stuhlhofer: Lohn und Strafe in der Wissenschaft. Naturforscher im Urteil der Geschichte (Perspektiven der Wissenschaftsgeschichte; 4). Wien u. a. 1987.
4. ↑  (7146 Konradin) im JPL Small-Body Database Browser

| Personendaten    | Personendaten                                                                                         |
| ---------------- | --- |
| NAME             | Ferrari d’Occhieppo, Konradin                                                                         |
| ALTERNATIVNAMEN  | Ferrari d’Occhieppo, Konradin Konstantin Hubert Marquard Eugen Josef Maria Georg (vollständiger Name) |
| KURZBESCHREIBUNG | österreichischer Astronom                                                                             |
| GEBURTSDATUM     | 9. Dezember 1907                                                                                      |
| GEBURTSORT       | Leibnitz, Steiermark, Österreich-Ungarn                                                               |
| STERBEDATUM      | 18. März 2007                                                                                         |
| STERBEORT        | Ehenbichl, Tirol, Österreich                                                                          |